# 埃尔卡尼亚瓦特
埃尔卡尼亚瓦特，是西班牙卡斯蒂利亚-拉曼恰昆卡省的一个市镇。总面积36平方公里，总人口241人（2001年），人口密度7人/平方公里。